# Serge Poliart
 (avril 2016).
Si vous disposez d'ouvrages ou d'articles de référence ou si vous connaissez des sites web de qualité traitant du thème abordé ici, merci de compléter l'article en donnant les références utiles à sa vérifiabilité et en les liant à la section « Notes et références ».
Serge Poliart (né à Familleureux, le 13 juin 1953) est un dessinateur et peintre belge. Il est connu pour ses détournements satiriques du folklore de sa région.

## Biographie
Issu d'une famille de tailleurs de pierre originaire d'Écaussinnes, Serge Poliart est né le 13 juin 1953,.
Il grandit à Familleureux, à la fois rural et industrialisé, où son père, souffleur de verre, a ouvert un café de village, qui est le local de l'équipe de balle pelote.
À quatorze ans, en 1967, il s’inscrit à l’école des Arts et métiers à La Louvière pour devenir menuisier. En même temps, le soir, il suit des cours de publicité. C’est là que son professeur de dessin, Ernest Dhoosche, responsable des ateliers de la faïencerie Boch, le remarque et l’invite à s’inscrire à des cours de céramiste. Son professeur le forme essentiellement à la faïencerie Boch, où Serge Poliart a été engagé. En 1972, Il décroche son diplôme de céramiste et démissionne alors de la faïencerie. La même année, grâce à Henry Lejeune, un ami commun, il fait la connaissance du dessinateur surréaliste Armand Simon qui est pour Poliart une « révélation » et une source d'inspiration.
À l'âge de 19 ans, Poliart rejoint une compagne à Mons dans le quartier du Béguinage, alors populaire. Pendant ces années, il multiplie, en les variant, les activités créatrices, le plus souvent avec Jacques Duez[réf. nécessaire]. Il commence à participer à des expositions collectives. De 1979 à 1990, il anime, à la Maison de la Culture de Mons, un atelier de céramique[réf. souhaitée]. En 1982, il ouvre un café littéraire, ''El Batia moûrt soû'' – qui reprend le titre de la traduction en dialecte du ''Bateau Ivre'' de Rimbaud. Il y organise des concerts et des vernissages d’expositions. 
De 1987 à sa retraite, Serge Poliart est employé par la Médiathèque de la Communauté française où il devient responsable des musiques du monde et chauffeur d'un « discobus » (bus qui rendait accessibles les collections de la Médiathèque dans les localités de taille moyenne.)
Au début des années 1990, il achète une fermette à Ville-sur-Haine, entre le canal du Centre et la Haine, où il vit depuis.
En 1994, il crée l’association de créateurs Quinconce qui réunit des artistes belges prêts à exposer à l'étranger et présente aussi des artistes étrangers.
En 2003, le Musée des Beaux-Arts de Mons lui consacre une rétrospective.
Serge Poliart est surtout connu pour ses représentations irrévérencieuses du folklore régional (entre Haine et Trouille), notamment le Gille. Par exemple, des gilles aux poitrines opulentes, se soulageant dans l'arrière-cour crasseuse d'un troquet, les fesses à l'air, vomissant leurs tripes. 

### Polémiques
Les gilles, qu'il (re)présente souvent dans des situations scabreuses (nudité, ivresse, scatologie etc.), lui valent d'avoir été l'objet de plusieurs polémiques dans la région louviéroise. Après près de trente années de censure (selon Robin Sanna de La Dernière Heure), c'est à l'occasion de l'exposition Le Gille sens dessus dessous, en 2013, que Serge Poliart est invité à présenter deux œuvres, au Musée du Carnaval et du Masque de Binche, en compagnie notamment de Pierre Kroll et Jean Harlez.

### El batia moûrt sôu
En 1995, Serge Poliart lance un trimestriel : El batia moûrt sôu, sous-titré ‘Journal jovial, crédule, saugrenu mais outrecuidant’. Dans les années 2000, il est placé, pendant trois ans, en encart du journal Charlie Hebdo ; la collaboration s’arrête lors de l’affaire Val/Siné, quand le Batia prend le parti de Siné. Le Batia continue, et devient même un acteur important dans la région montoise, notamment à propos du projet d'une nouvelle gare à Mons (gare Calatrava). Les collaborateurs sont de plus en plus nombreux : Jacques Dapoz, Jean-Pierre Denèfve, Christine Béchet, Fanchon Daemers, ou encore Raoul Vaneigem, Noël Godin, André Stas, Théophile de Giraud, Philippe Decressac, Alain Wéry, Geneviève Van der Wielen, Philippe Moulin... En 2015, dans les bâtiments du Daily Bul, à La Louvière, une exposition fête les 20 ans du Batia. Le vernissage a lieu quelques jours après l’attentat mortel qui a frappé Charlie Hebdo. Un hommage aux victimes est aussitôt ajouté. En 2015, le Batia s'associe à Zelium : certains numéros sont associés au point que le verso est l'un et le recto l'autre -  Batia/Zelium.

## Expositions

### Expositions personnelles
(janvier 2020).
Il a réalisé plusieurs expositions personnelles.
- 1973 : Galerie Le Creuset, Bruxelles
- 1976 : M.J.T[Quoi ?], Cavaillon, France
- 1980 : Galerie Cinabre, Valenciennes (France)
- 1983 : Galerie La Forge, Bruxelles
- 1984 : Galerie Tendances Contemporaines, La Louvière
- 1985 : Galerie La Forge, Bruxelles
- 1985 : Galerie Tendances Contemporaines, La Louvière
- 1986 : Galerie Koma, Mons
- 1989 : Hainaut Tourisme, Mons
- 1989 : Galerie Tendances Contemporaines, La Louvière
- 1990 : Médiathèque de Charleroi
- 1992 : Galerie Ghislain Olivier, Place du Jeu de Balle, Bruxelles
- 1998 : Exposition en l’Hôtel de Ville de Boussu, « Patrick Coppens, Commissaire d’un Jour »
- 2000 : Galerie La Louve, Louftémont 2000
- 2003 : Musée des Beaux-Arts de Mons du 27 juin au 14 septembre 2003 (rétrospective)
- 2004 : 'Les mystères du Drapeau Blanc', Galerie du Drapeau Blanc, déc. 20004- janvier 2005
- 2007-2008 : Peintures et Dessins, Galerie du Drapeau Blanc, La Louvière
- 2009 : Auberge du Vieil Engreux, Académie internationale des nutons (Houffalize, Malompré)[17]
- 2010 : Galerie du Drapeau Blanc[18], La Louvière2015 : A hue et à dia / Jacques Verly et Serge Poliart (exposition en duo[19])

### Expositions collectives
(janvier 2020).
Il a aussi participé à plusieurs expositions collectives.
- 1972 – 1976 – 1986 – 1987 : Galerie « Le Pilori », Ecaussinnes
- 1973 : « De Magritte à Bury », Bruxelles
- 1976 : « Les Artistes du Hainaut », Mons
- 1976 : « Expo 3 X 3 », Mons – La Louvière – Nivelles
- 1980 : « Constant Malva », Mons
- 1980-1981 : « Exposition Marathon » avec Jacques Duez, Mons
- 1980 : « Grange 80 », Bougnies (Coenen – Jacques Duez – Poliart )
- 1981 : « Musée de Poche du C.A.C.E.F », Charleroi – Namur – Liège – Tournai – Bonsecours
- 1981 : « Biennale de Quévy » (Saudoyez – Gomez – Jacques Duez – P’tit Luc...)
- 1983 : « D’un Art Bul à l’autre », Centre Beau Nord, Paris
- 1984 : « Truc Bazar », Casemates, Mons
- 1985 : « André Balthazar », le Botanique, Bruxelles
- 1985 : « Corps sabbatique », Liège – La Louvière – Mons
- 1987 : « Totems », Casemates, Mons
- 1987 : « Prix du Hainaut », Salle Maurice Herlemont, La Louvière
- 1988 : « Acquisition du Patrimoine Provincial », Galerie d’Art du Grand Hornu, Hornu
- 1989 : « Une œuvre, un Enfant, une Histoire », Musée Ianchelevici, La Louvière
- 1989 : « Parcs, Squares et Jardins », Musée Ianchelevici, La Louvière
- 1990 : « Figuration critique », Galerie Alsput, Sint-Pieters-Leeuw et Grand Palais, Paris
- 1990 à 2016 : « Le Bon Vouloir », Mons
- 1990 : « Reflet 90 », Athénée Royal, Gosselies
- 1990 : « Le jeu de Balles », Salle Saint Georges, Mons (RTBF)
- 1990 : « Tables gravées » de Coppens à Poliart, Le Ropieur, Mons
- 1991 : « Figuration critique », Santilla (Espagne)
- 1991 : « Salon d’Art Contemporain Marcel Pouvreau », Dammaries les Lys (Seine et Marne), France
- 1993 : « Quinconce », Musée Ianchelevichi, La Louvière
- 1994 : Musée de l’Image Imprimée, Participation au Prix de la Gravure, La Louvière
- 1994 « Exposition X3 » avec Jacques Duez et Stas, La Louvière
- 1995 « Fantasme », Maison Culturelle, Philippeville
- 1995 : « Quinconce », Musée Ianchelevici, La Louvière
- 1999 : « Quinconce », Maison de la Culture, Bucarest
- 2000 : « Quinconce », Musée Ianchelevici, La Louvière2000 : Musée Royal de Mariemont
- 2001 : « L’Art dans l’Industrie », Musée Ianchelevici, La Louvière
- 2002-2003 : « Vanité des Vanités », Koma – Maison de la Culture, Tournai
- 2003 : « Quinconce », Musée Ianchelevici, La Louvière
- 2013 : Le Gille sens dessus dessous, Musée du Carnaval et du Masque, Binche
- 2016 : « Quinconce[20] », Musée Ianchelevici, La Louvière

### Prix et distinctions
En 1980, il reçoit la médaille d’or au Festival International des Arts Plastiques et Graphiques de Mouscron[Quoi ?].

### Publications
- Poliart, S. Denefve, J.-P., Bleu mat, échec et sang ou /et L’enfant bleu ; éd Koma, 1977
- 7 poèmes plus un de haute affligeance, de Claude Bauwens, illustré par Serge Poliart, R.A. éditions, 2015[21]

### Divers
(janvier 2020).
- Cofondateur de "Koma"[22], Mons, 1976
- Cofondateur de « Expérience 3 X 3 »[Quoi ?], Maison de la Culture de Mons, 1977
- Cofondateur de la « Biennale de Quévy »[Quoi ?], 1981
- Fondateur de l’a.s.b.l « El Batia Moûrt-soû », 1983
- Organisateur de l’exposition de cent créateurs sur le thème « Les Buveurs »1990 et de l’exposition « le Bateau Ivre » 1992, Salle St Georges, Mons
- Réalisation d’un film super 8 avec Louis Savary et Luc Herman[réf. nécessaire] : « Art gille, Terre fragile », Prix Antenne 2[Quoi ?] et RTBF
- Participation au film « Les fous du Roi » de Richard Olivier (RTBF) 1992